# Deelnemers UEFA-toernooien Kroatië
Onderstaande tabellen bevatten de deelnemers aan de UEFA-toernooien uit  Kroatië.

## Mannen
Voor deelnames van Kroatische clubs voor 1993 zie deelnemers UEFA-toernooien Joegoslavië.
NB Klikken op de clubnaam geeft een link naar het Wikipedia-artikel over het betreffende toernooi in het betreffende seizoen.
| Seizoen | Champions League                    | Europacup II                                                      | UEFA Cup                                     | Intertoto Cup               |
| ------- | ----------------------------------- | ----------------------------------------------------------------- | -------------------------------------------- | --------------------------- |
| 1993/94 | Croatia Zagreb                      | Hajduk Split                                                      |                                              |                             |
| 1994/95 | Hajduk Split                        | Croatia Zagreb                                                    |                                              |                             |
| 1995/96 | Hajduk Split                        |                                                                   | NK Osijek                                    | NK Zagreb                   |
| 1996/97 |                                     | Varteks Varaždin                                                  | Croatia Zagreb Hajduk Split                  | Segesta Sisak               |
| 1997/98 | Croatia Zagreb →                    | NK Zagreb                                                         | Croatia Zagreb Hajduk Split                  | Hrvatska Dragovaljac Zagreb |
| 1998/99 | Croatia Zagreb                      | Varteks Varaždin                                                  | Hajduk Split NK Osijek                       | Hrvatska Dragovaljac Zagreb |
| Seizoen | Champions League                    | UEFA Cup                                                          | Intertoto Cup                                |                             |
| 1999/00 | Croatia Zagreb HNK Rijeka           | Hajduk Split NK Osijek                                            | Hrvatska Dragovaljac Zagreb Varteks Varaždin |                             |
| 2000/01 | Dinamo Zagreb → Hajduk Split        | Dinamo Zagreb NK Osijek HNK Rijeka                                | Cibalia Vinkovci Slaven Belupo Koprivnica    |                             |
| 2001/02 | Hajduk Split →                      | Hajduk Split Dinamo Zagreb NK Osijek Varteks Varaždin             | NK Zagreb Slaven Belupo Koprivnica           |                             |
| 2002/03 | NK Zagreb                           | Dinamo Zagreb Hajduk Split Varteks Varaždin                       | HNK Rijeka Slaven Belupo Koprivnica          |                             |
| 2003/04 | Dinamo Zagreb →                     | Dinamo Zagreb Hajduk Split Kamen Ingrad Velika Varteks Varaždin   | Cibalia Vinkovci NK Zagreb                   |                             |
| 2004/05 | Hajduk Split                        | Dinamo Zagreb HNK Rijeka                                          | Kamen Ingrad Velika Slaven Belupo Koprivnica |                             |
| 2005/06 | Hajduk Split                        | Inter Zaprešić HNK Rijeka                                         | Slaven Belupo Koprivnica Varteks Varaždin    |                             |
| 2006/07 | Dinamo Zagreb →                     | Dinamo Zagreb HNK Rijeka Varteks Varaždin                         | NK Osijek                                    |                             |
| 2007/08 | Dinamo Zagreb →                     | Dinamo Zagreb Hajduk Split Slaven Belupo Koprivnica               | NK Zagreb                                    |                             |
| 2008/09 | Dinamo Zagreb →                     | Dinamo Zagreb Hajduk Split Slaven Belupo Koprivnica               | HNK Rijeka                                   |                             |
| Seizoen | Champions League                    | Europa League                                                     |                                              |                             |
| 2009/10 | Dinamo Zagreb →                     | Dinamo Zagreb Hajduk Split HNK Rijeka Slaven Belupo Koprivnica    |                                              |                             |
| 2010/11 | Dinamo Zagreb →                     | Dinamo Zagreb Cibalia Vinkovci Hajduk Split HNK Šibenik           |                                              |                             |
| 2011/12 | Dinamo Zagreb                       | Hajduk Split RNK Split Varteks Varaždin                           |                                              |                             |
| 2012/13 | Dinamo Zagreb                       | Hajduk Split NK Osijek Slaven Belupo Koprivnica                   |                                              |                             |
| 2013/14 | Dinamo Zagreb →                     | Dinamo Zagreb Hajduk Split HNK Rijeka Lokomotiva Zagreb           |                                              |                             |
| 2014/15 | Dinamo Zagreb →                     | Dinamo Zagreb Hajduk Split HNK Rijeka RNK Split                   |                                              |                             |
| 2015/16 | Dinamo Zagreb                       | Hajduk Split HNK Rijeka Lokomotiva Zagreb                         |                                              |                             |
| 2016/17 | Dinamo Zagreb                       | Hajduk Split HNK Rijeka Lokomotiva Zagreb                         |                                              |                             |
| 2017/18 | HNK Rijeka →                        | HNK Rijeka Dinamo Zagreb Hajduk Split NK Osijek                   |                                              |                             |
| 2018/19 | Dinamo Zagreb →                     | Dinamo Zagreb Hajduk Split HNK Rijeka NK Osijek                   |                                              |                             |
| 2019/20 | Dinamo Zagreb                       | Hajduk Split HNK Rijeka NK Osijek                                 |                                              |                             |
| 2020/21 | Dinamo Zagreb → Lokomotiva Zagreb → | Dinamo Zagreb Lokomotiva Zagreb Hajduk Split HNK Rijeka NK Osijek |                                              |                             |
| Seizoen | Champions League                    | Europa League                                                     | Europa Conference League                     |                             |
| 2021/22 | Dinamo Zagreb                       | 0                                                                 | Hajduk Split NK Osijek HNK Rijeka            |                             |

### Deelnames
Aantal seizoenen
- 28× HNK Hajduk Split (exclusief deelnames Joegoslavië, 18× )
- 27× GNK Dinamo Zagreb (exclusief deelnames Joegoslavië, 24×; inclusief Croatia Zagreb, 6×)
- 17× HNK Rijeka (exclusief deelnames Joegoslavië, 4×)
- 12× NK Osijek
- 09× NK Slaven Belupo Koprivnica
- 09× NK Varteks Varaždin
- 06× NK Zagreb (exclusief deelnames Joegoslavië, 3×)
- 04× NK Lokomotiva Zagreb
- 03× HNK Cibalia Vinkovci
- 03× NK Hrvatski Dragovoljac Zagreb
- 02× NK Kamen Ingrad Velika
- 02× RNK Split
- 01× NK Inter Zaprešić
- 01× HNK Segesta Sisak
- 01× HNK Šibenik

## Vrouwen
NB Klikken op de clubnaam geeft een link naar het Wikipedia-artikel over het betreffende toernooi in het betreffende seizoen.
| Seizoen | Women's Cup            |
| ------- | ---------------------- |
| 2001/02 | ŽNK Osijek             |
| 2002/03 | ŽNK Osijek             |
| 2003/04 | ŽNK Osijek             |
| 2004/05 | Dinamo-Maksimir Zagreb |
| 2005/06 | Dinamo-Maksimir Zagreb |
| 2006/07 | Dinamo-Maksimir Zagreb |
| 2007/08 | ŽNK Osijek             |
| 2008/09 | ŽNK Osijek             |
| Seizoen | Champions League       |
| 2009/10 | ŽNK Osijek             |
| 2010/11 | ŽNK Osijek             |
| 2011/12 | ŽNK Osijek             |
| 2012/13 | ŽNK Osijek             |
| 2013/14 | ŽNK Osijek             |
| 2014/15 | ŽNK Osijek             |
| 2015/16 | ŽNK Osijek             |
| 2016/17 | ŽNK Osijek             |
| 2017/18 | ŽNK Osijek             |
| 2018/19 | ŽNK Osijek             |
| 2019/20 | ŽNK Split              |
| 2020/21 | ŽNK Split              |
| 2021/22 | ŽNK Osijek             |

### Deelnames
16× ŽNK Osijek
03× ŽNK Dinamo-Maksimir Zagreb
02× ŽNK Split
Albanië ·
Andorra ·
Armenië ·
Azerbeidzjan ·
België ·
Bosnië en Herzegovina ·
Bulgarije ·
Cyprus ·
Denemarken ·
Duitsland ·
Engeland ·
Estland ·
Faeröer ·
Finland ·
Frankrijk ·
Georgië ·
Gibraltar ·
Griekenland ·
Hongarije ·
Ierland ·
IJsland ·
Israël ·
Italië ·
Kazachstan ·
Kroatië ·
Kosovo ·
Letland ·
Liechtenstein ·
Litouwen ·
Luxemburg ·
Malta ·
Moldavië ·
Montenegro ·
Nederland ·
Noord-Ierland ·
Noord-Macedonië ·
Noorwegen ·
Oekraïne ·
Oostenrijk ·
Polen ·
Portugal ·
Roemenië ·
Rusland ·
San Marino ·
Schotland ·
Servië ·
Slovenië ·
Slowakije ·
Spanje ·
Tsjechië ·
Turkije ·
Wales ·
Wit-Rusland ·
Zweden ·
Zwitserland

Historie:
DDR ·
Joegoslavië ·
Saarland ·
Sovjet-Unie ·
Tsjecho-Slowakije